# جورج فردریک هاپکینسون

تصویری از او در لباس نظامی

جورج فردریک هاپکینسون (انگلیسی: George Hopkinson؛ ۱۴ دسامبر ۱۸۹۵ – ۹ سپتامبر ۱۹۴۳) فرد نظامی اهل بریتانیا بود. وی همچنین برندهٔ جوایزی همچون صلیب نظامی شده‌است.